# Ratusz w Kromieryżu
Ratusz w Kromieryżu (cz. Radnice) – najwybitniejsza budowla przy Wielkim Rynku (czes. Velké náměsti) w Kromieryżu na Morawach, w Czechach. Obecnie mieści się w niej Urząd Miasta.

## Położenie
Budynek znajduje się w południowej części Wielkiego Rynku, wypełniając narożnik między odchodzącymi odeń ulicami Kovářską i Prusinovského.

## Historia
Pierwsze wzmianki o ratuszu w Kromieryżu pochodzą z roku 1574, jednak przypuszcza się, że istniał on już wcześniej, zapewne około 1550 r. Pierwotnie jednopiętrowa budowla była później wielokrotnie przebudowywana, zachowując jednak swój późnorenesansowy charakter. Wysoka na 40 m wieża na osi frontu budowli, na rzucie kwadratu, wysunięta jest o pół głębokości przed czoło ściany szczytowej. Zwieńczona jest galeryjką i nakryta płaską, czworoboczną kopułą, nad którą wznosi się smukła, dwupiętrowa latarnia. Na wieży charakterystyczne, dwutarczowe zegary. Od strony ul. Kovářskiej i pod wieżą znajdują się arkadowe podcienia. W połowie XIX w. dobudowano drugie piętro budynku głównego, wykonano dwuramienne schody oraz zamontowano ozdobny balkon na piętrze, na froncie wieży. W holu wejściowym umieszczona została pamiątkowa tablica z herbem Karola Liechtenstein-Kastelkorna (1623–1695).
Nad balkonem w wieży płycina z trzema herbami, dużym Franza von Dietrichsteina (1570-1636), poniżej godłem miasta z 1611 (mały, po lewej) archidiecezji ołomunieckiej (mały, po prawej) i inskrypcją: łac.  FRANCISCO CARDINALI I DIETRICH: STAIN, EPO OLOM: WIGILIA ETC. P.P. PRINCPI MUNIF: FIDELES CREM: GRATITUDINIS ERGO IN MEM: POSTERIS LOCARUNP

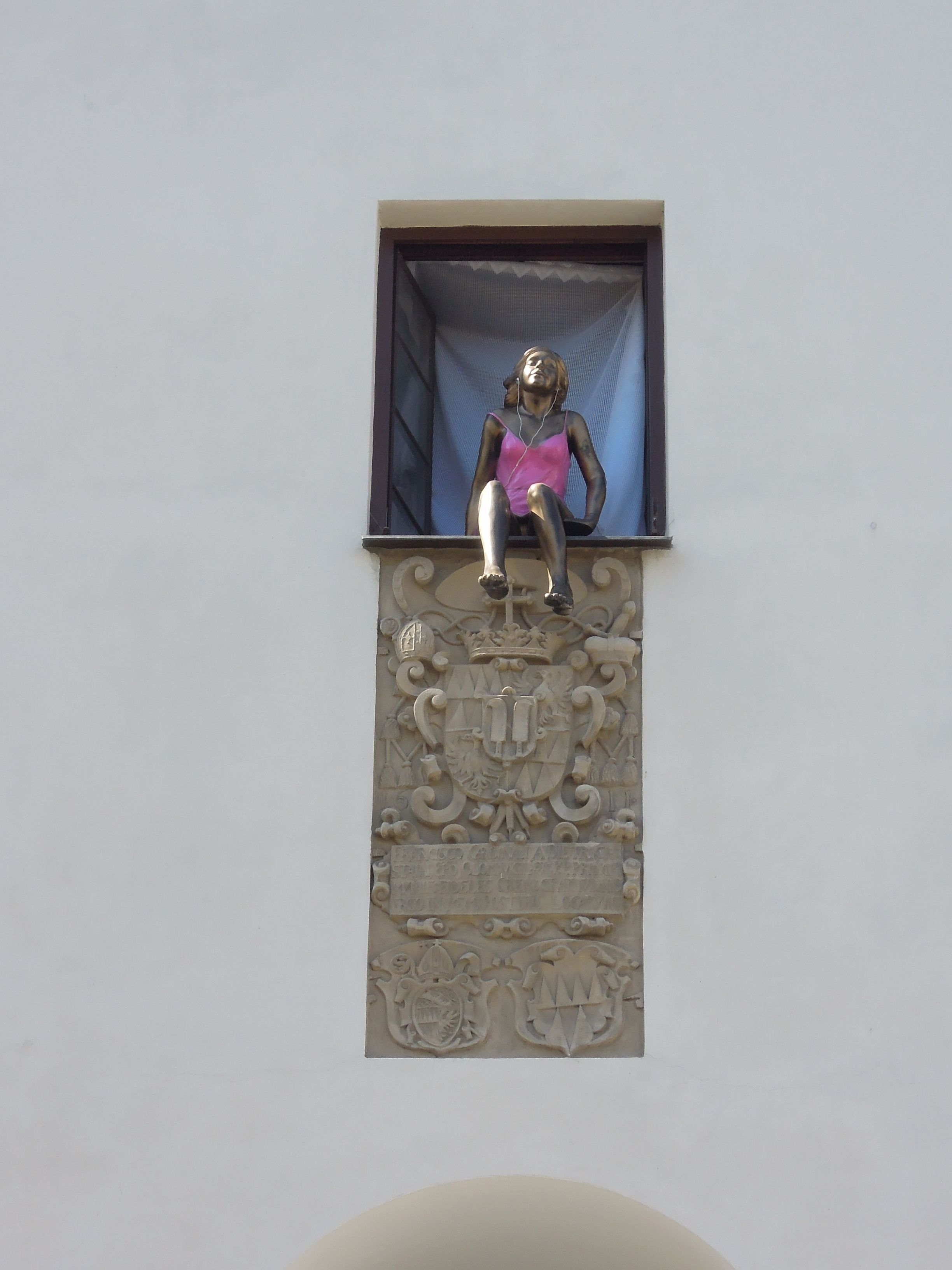
Herby  Dietrichsteina, archidiecezji i miasta
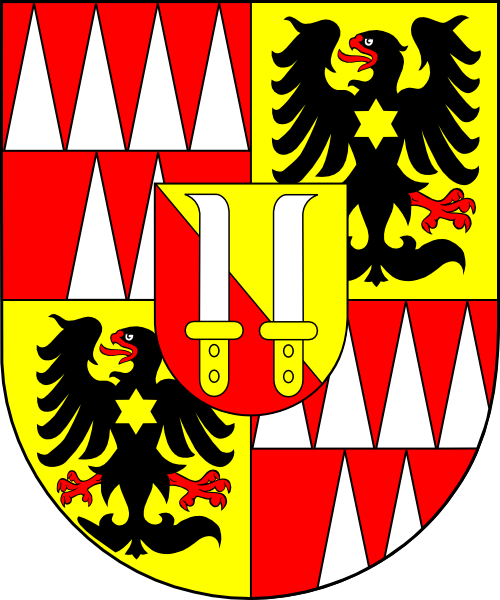
Herb Franza von Dietrichsteina
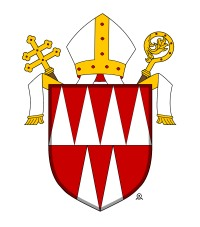
Herb archidiecezji ołomunieckiej
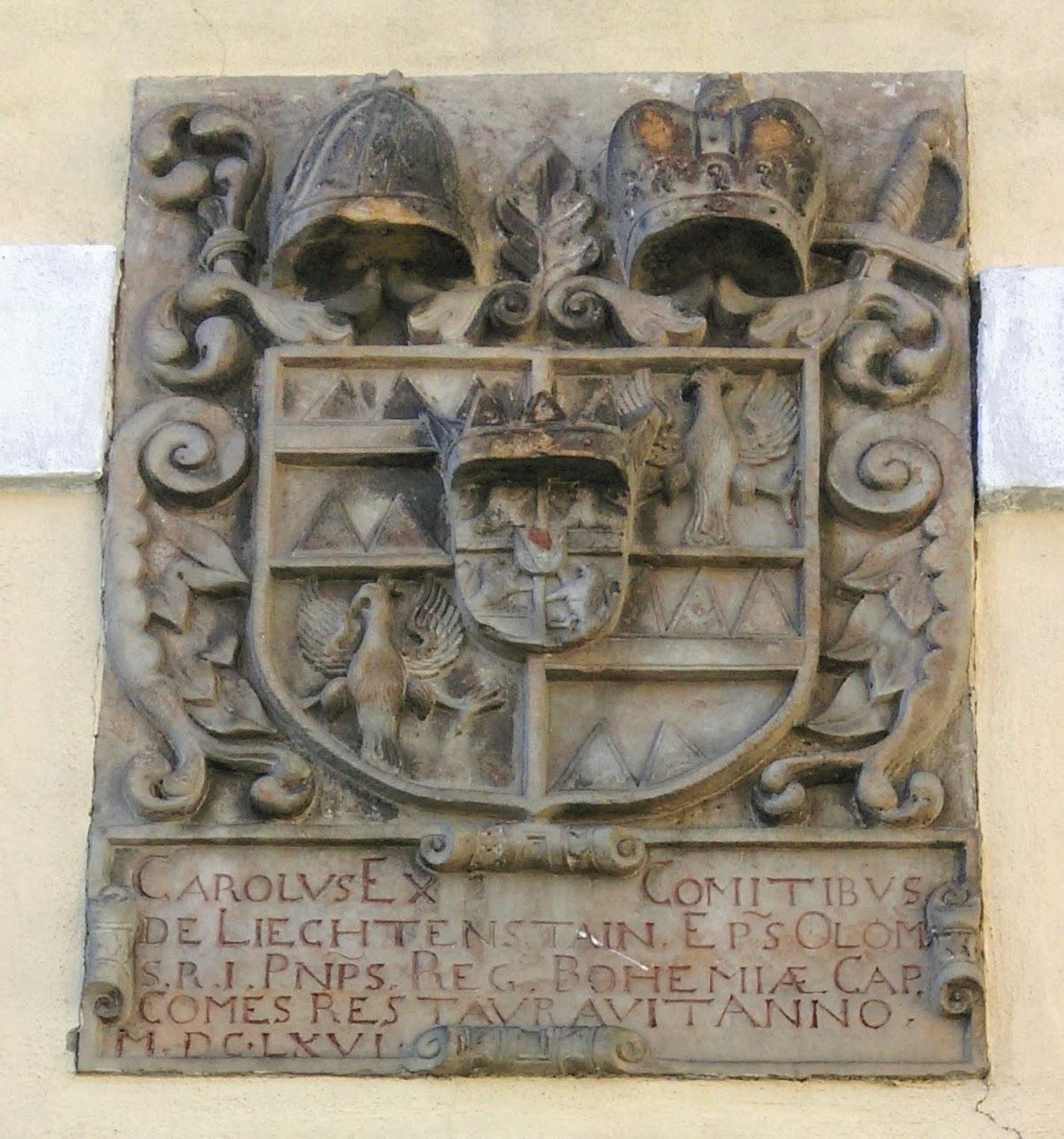
Herb Karola Liechtensteina(inne języki)
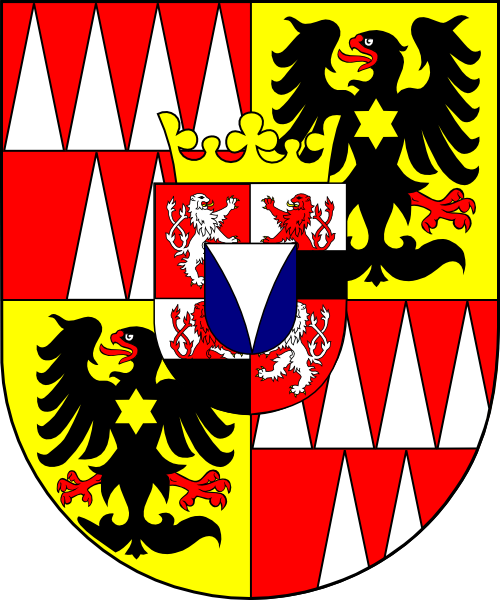
Herb Karola Liechtensteina(inne języki)

## Literatura
- Rajmišová Libuše: Město Kroměříž. Plán města Kroměříže (tekst), wyd. miasto Kromieryż, 2011.